# Mount Spaaman
Mount Spaaman ist ein 1940 m hoher Berg auf Südgeorgien. Im westlichen Teil der Allardyce Range ragt er 1,5 km westlich des Sørlle Buttress auf.
Der Begriff Spaaman steht für einen Wetterpropheten und Geschichtenerzähler. Der Berg trägt deshalb diesen Namen, weil die Einsehbarkeit seines Gipfels bei ansonsten wolkiger Wetterlage auf gutes Wetter hindeutet.